# 无限科幻
《无限科幻》（英語：Infinity Science Fiction）是拉里·肖主编、皇家出版社发行的美国科幻杂志。创刊号于1955年11月面世，刊有亞瑟·查理斯·克拉克讲述新星摧毁行星，揭示新星就是伯利恒之星的短篇小说《星辰》，获当年雨果奖最佳短篇小说奖。肖拿到的许多稿件作者都是当时科幻文学界名家，如布赖恩·阿尔迪斯、艾萨克·阿西莫夫和罗伯特·谢克里，但作品质量参差不齐。1958年，皇家出版社业主欧文·斯坦决定停刊，同年11月刊成为绝响。
十年后，斯坦旗下的蓝瑟图书出版社重新启用书名《无限》，出版平装本选集。1970至1973年共出版五卷，均由罗伯特·霍斯金斯（Robert Hoskins）主编，第六卷本已备齐素材，但因蓝瑟图书1973年底出现财政困难取消。

## 出版史
科幻文学作品早在20世纪20年代前就开始出版，但起初没有独立发行，直到1926年雨果·根斯巴克推出历史上第一本纯科幻杂志《惊奇故事》才改变局面。到了30年代末，科幻杂志市场呈现井喷，第二次世界大战引发的纸张短缺虽导致多家杂志停刊，但市场到20世纪40年来后期已开始复苏。1946年，美国市场仍在发行的科幻杂志降至八种，但到1950年已提升到20种，此后十年又有数十种问世，《无限科幻》便是其一。
1954年，欧文·斯坦（Irwin Stein）和海伦·斯坦（Helen Stein）创办皇家出版社（Royal Publications）并推出《名流》（Celebrity）和《我们的生活》（Our Life），均由拉里·肖（Larry Shaw）主编。肖之后离职主编汽车杂志，但在第二年《无限科幻》创刊后回皇家出版社担任新刊物主编。创刊号于1955年9月开始在报推销售，但封面标识的日期是11月。斯坦夫妇还在同月推出罪案文学杂志《可疑侦探故事》（Suspect Detective Stories），同样由肖主编，但在五期后改成科幻杂志并更名《科幻历险》（Science Fiction Adventures）。
20世纪50年代末，欧文·斯坦决定创办两种媒体杂志，分别是《怪物游行》（Monster Parade）和《怪物与怪形》（Monsters and Things），从当时兴起的恐怖片和科幻片热潮中分一杯羹。销量不佳的《科幻历险》停刊，最后一期是1958年6月刊，《无限科幻》也逃不过同样命运，同年11月刊成为绝响。为削减最后两期的发行成本，斯坦从肖手中收回文章拍板权，购买并刊登低价素材。
1961年，欧文·斯坦和沃尔特·扎查柳斯（Walter Zacharius）创办蓝瑟图书（Lancer Books），肖于1963年获聘担任主编，后在1968年被罗伯特·霍斯金斯（Robert Hoskins）取代。霍斯金斯建议斯坦重启《无限科幻》，但财务预测结果表明图书需发行五万本才能盈利，斯坦觉得杂志基本不可能卖出这么多，平装本选集倒还有希望。《无限一号》（Infinity One）于1970年1月面世，之后三年又发行四卷，最后一卷是1973年的《无限五号》（Infinity Five）。第六卷本已备齐素材，但出版社在11月破产，图书取消，霍斯金斯将手稿退回作者。

## 内容和评价

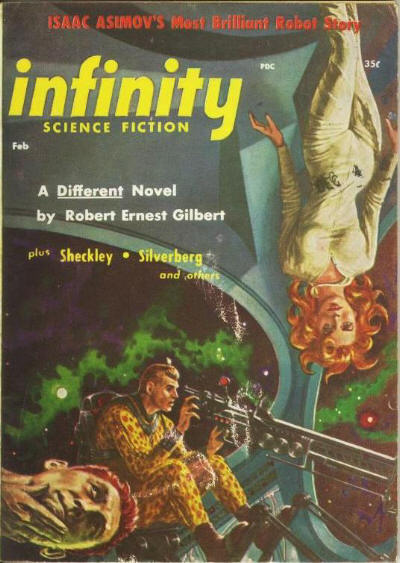
埃德·艾姆许威勒绘制的1957年2月刊封面

肖非常了解科幻文学，与许多名家关系友好，所以不时拿到高品质素材。创刊号杂志登有亞瑟·查理斯·克拉克的短篇小说《星辰》（The Star），讲述行星被新星摧毁，地球上看到新星的光芒，表明它就是伯利恒之星。1956年6月，《无限科幻》刊登贝蒂·柯蒂斯（Betsy Curtis）执笔的续作。《星辰》获当年雨果奖最佳短篇小说奖，克拉克曾将该文投至英国《觀察家報》，但未获任何奖项肯定，后又被美国多家出版物退稿，直到肖看到后买下。据克拉克回忆，《星期六晚邮报》就曾以“亵渎神明”为由退稿。
第二期杂志刊登哈兰·艾里森卖出的第一部科幻作品《萤火虫》（Glowworm），肖还找来羅伯特·西爾柏格的许多早期文章发表。其他名作包括达蒙·奈特（Damon Knight）的《迪欧》（Dio）和布赖恩·阿尔迪斯（Brian Aldiss）的《谁能代替人》（Who Can Replace a Man?）。虽然肖能买到当时许多名家的作品，如艾萨克·阿西莫夫、罗伯特·谢克里、雷斯特·德尔·雷伊（Lester del Rey）、阿尔及斯·布德里斯（Algis Budrys）和杰克·万斯，但在科幻史学家约瑟夫·马尔凯萨尼（Joseph Marchesani）看来，许多作品都配不上作者的大名。最后两期杂志的主编权被出版社东家收回，肖对此颇为不满，而且杂志品质不佳， 马尔凯萨尼认为“令人郁闷都可以算是往好听的说”。
达蒙·奈特为杂志书评专栏撰笔，他的评论文集《寻找奇迹》（In Search of Wonder）有相当一部分文章是在《无限科幻》首发。1958年，奈特为主编《如果》（If）杂志离职，最后三期的书评由西爾柏格接手。肖还开办定期专栏“号角”（Fanfare），转载科幻爱好者杂志的文章。除创刊号封面画作由罗伯特·恩格尔（Robert Engle）提供外，其他各期均由埃德·艾姆许威勒（Ed Emshwiller）绘制。
《无限一号》是蓝瑟图书重启“无限”书名后出版的第一本选集，封面自称“图书形式的推想小说杂志”，但内容全部是虚构作品及简短介绍，完全没有之前杂志上刊登的非虚构内容和评论。《无限一号》再版克拉克的《星辰》，除此以外所有选集都没有转载或再版小说。第一卷还登有乔治·泽布罗夫斯基（George Zebrowski）的处女作《233号站的水雕师》（The Water Sculptor of Station 233）。无限系列选集共有五本，每本都刊有西尔伯格和巴里·纳撒尼尔·马尔茨伯格（Barry N. Malzberg）的小说，贡献作品的其他名家包括波尔·安德森、戈登·迪克森（Gordon R. Dickson）和克利福德·西马克（Clifford D. Simak），同时也不乏爱德华·布莱恩特（Edward Bryant）和迪安·雷·孔茨这样崭露头角的新人。
科幻史学家对《无限科幻》看法不一。迈克·阿什利（Mike Ashley）认为它“本质上是针对青少年读者的冒险杂志”，马尔凯萨尼认为肖的主编水平处在“中等梯队”。马尔科姆·爱德华兹（Malcolm Edwards）认为，《无限科幻》在“20世纪50年代早到中期新科幻杂志洪流中非常出众”，已经成为当时业界领先的科幻杂志。大卫·凯尔称赞杂志成就非凡，作家兼评论家阿尔及斯·布德里斯声称，拉里·肖主编的《无限科幻》“虽然短命，但却是不朽的杂志”。爱德华兹认为，20世纪70年代出版的选集“过得去，但也就那样儿”。

## 书目详细信息
| 年份                                                                                                   | 一  | 二  | 三  | 四  | 五 | 六  | 七  | 八  | 九  | 十  | 十一 | 十二 |
| --- | --- | --- | --- | --- | -- | --- | --- | --- | --- | --- | ---- | ---- |
| 1955                                                                                                   |     |     |     |     |    |     |     |     |     |     | 1/1  |      |
| 1956                                                                                                   |     | 1/2 |     |     |    | 1/3 |     | 1/4 |     | 1/5 |      | 1/6  |
| 1957                                                                                                   |     | 2/1 |     | 2/2 |    | 2/3 | 2/4 |     | 2/5 | 2/6 | 3/1  |      |
| 1958                                                                                                   | 3/2 |     | 3/3 | 3/4 |    | 3/5 |     | 3/6 |     | 4/1 | 4/2  |      |
| 《无限科幻》出版详细信息，最左侧是年份，上方是月份，其他数字代表“卷号/期数”，所有杂志均为拉里·肖主编。 |     |     |     |     |    |     |     |     |     |     |      |      |

《无限科幻》共发行20期，均由拉里·肖主编，皇家出版社发行。创刊号是1955年11月刊，发行周期不定，1956年6月至1957年6月是双月刊，此后一年多基本保持每六周一期。1958年10月停刊时，肖还期望能改成月刊。卷号保持规则，前三卷均为六期，最后一卷两期。所有杂志均为文摘尺寸，128页，定价35美分。
五本选集均由罗伯特·霍斯金斯主编，1970、1971和1973年各一本，1972年两本。《无限一号》定价75美分，另外四本涨至95美分。

## 脚注
1. ↑  Stableford (1993), pp. 25–26.
2. ↑  Nicholls & Clute (1993), pp. 483–484.
3. 1 2  Edwards & Nicholls (1993), pp. 1066–1069.
4. ↑  Magazine publishing dates for the period are tabulated in Ashley, History of the Science Fiction Magazine Vol. 3, pp. 323–325.
5. 1 2 3 4 5 6  Ashley (2005), pp. 73–74.
6. ↑  Ashley (2005), p. 165.
7. 1 2  Ashley (2005), pp. 186–187.
8. ↑  Ashley (2005), p. 330.
9. ↑  Ashley (2005), p. 338.
10. 1 2 3 4 5 6 7 8 9 10  Marchesani (1985), pp. 352–355.
11. ↑  Grimes 2011.
12. 1 2 3 4 5  Ashley (2007), pp. 135–139.
13. 1 2 3 4 5  Ashley (1985), pp. 789–790.
14. 1 2  Edwards (1981), p. 541.
15. 1 2  Ashley (2005), p. 143.
16. ↑  McAleer (2013), p. 114.
17. ↑  Clute 2020.
18. ↑  Ashley (2005), p. 148.
19. 1 2  Edwards 2017.
20. ↑  Summary Bibliography: Robert Engle & The Internet Speculative Fiction Database.
21. ↑  Weinberg (1988), p. 105.
22. ↑  Ashley (2005), p. 162.
23. ↑  Kyle (1977), p. 144.
24. ↑  Budrys (1987), p. 23.
25. ↑  Edwards 2011.
26. ↑  Issue Grid: Infinity Science Fiction & The Internet Speculative Fiction Database.
27. ↑  Summary Bibliography: Robert Hoskins & Internet Speculative Fiction Database.